# Trans-la-Forêt
Trans-la-Forêt (bret. Treant-ar-C'hoad) – miejscowość i gmina we Francji, w regionie Bretania, w departamencie Ille-et-Vilaine.
Według danych na rok 1990 gminę zamieszkiwało 788 osób, a gęstość zaludnienia wynosiła 56 osób/km².